# Muztagh Tower

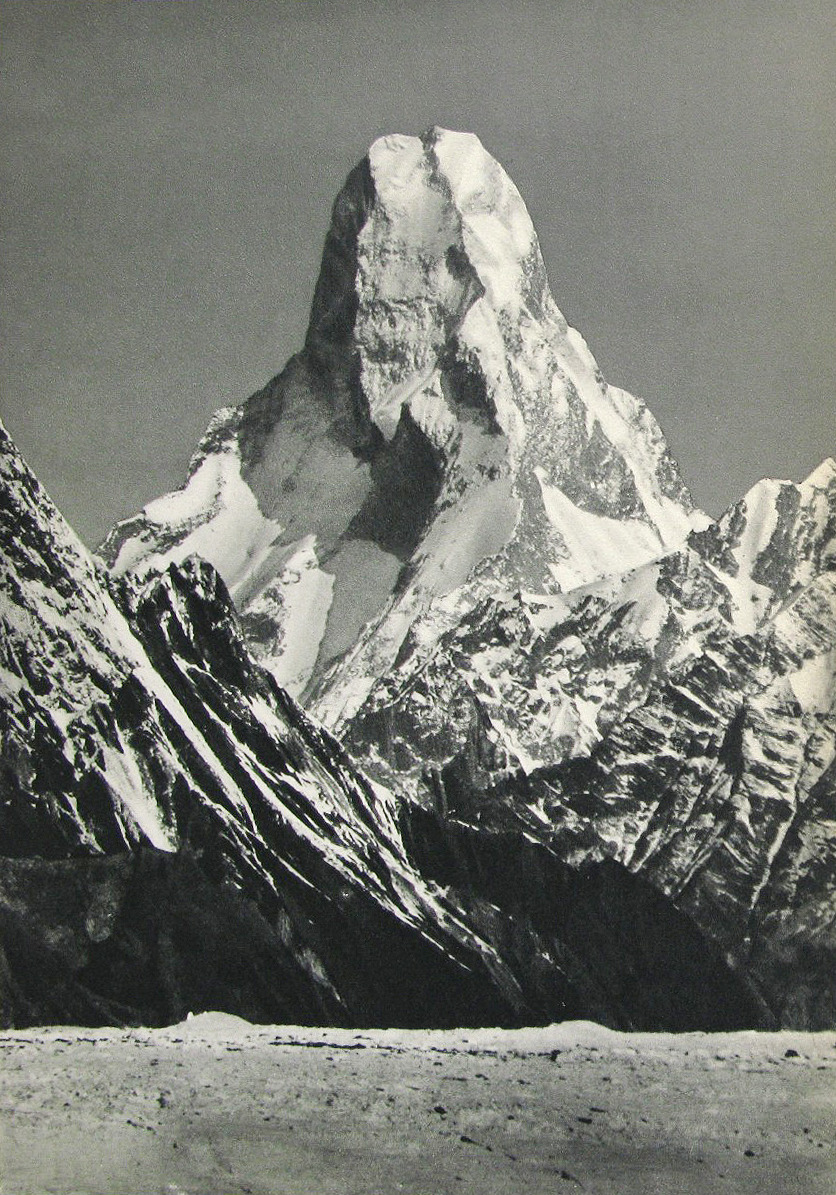
Fotografie fotografa a horolezce Vittoria Sella z roku 1909

Muztagh Tower (také Mustagh Tower; Muztagh: ledová věž) je hora v pohoří Karákóram vysoká 7 276 m n. m. Leží na hranici regionu Gilgit-Baltistán v Pákistánu a Ujgurské autonomní oblasti Čínské lidové republiky Sin-ťiang.

## Prvovýstup
V roce 1956 se o prvovýstup současně pokoušely dvě expedice. Horolezci John Hartog, Joe Brown, Tom Patey a Ian McNaught-Davis z britské expedice vyrazili ze západní strany hory a dosáhli vrcholu severozápadním hřebenem jako první 6. července. Pět dní po britské expedici se podařilo vylézt na vrchol francouzskému týmu (Guido Magnone, Robert Paragot, Andre Contamine a Paul Keller) východní stranou.